# Rašljoticalci
Rašljoticalci (lat. Cladocera), infrared planktonskih račića iz razreda škrgonožaca (Branchiopoda) raširenih najviše po slatkim, permanentno stajačim vodama, dok ih je u bočatim i morskim vodama mnogo manje. Podijeljeni su na 3 pareda Anomopoda, Ctenopoda i Gymnomera. Narastu tek koji milimetar, kratki trup čini 6 do 6 kolutića koji često nisu jasno razdvojeni a imaju isto toliko pari nogu. Čine važnu skupinu zooplanktona jer su važna hrana ribama po ribnjacima i jezerima, dok se oni hrane fitoplanktonom.
Rašljoticalci imaju po dva para velikih ticala po čemu su i dobili ime.

## Podjela
Infrared Cladocera:
1. Pared Anomopoda Sars, 1865:
  1. Bosminidae Baird, 1845
  2. Chydoridae Dybowski & Grochowski, 1894 emend. Frey, 1967
  3. Daphniidae Straus, 1820; vodenbuhe
  4.  ?Eurycercidae
  5. Ilyocryptidae Smirnov, 1971
  6. Macrothricidae Norman & Brady, 1867
  7. Moinidae Goulden, 1968
2. Pared Ctenopoda
  1. Holopediidae G.O. Sars, 1865
  2. Pseudopenilidae Korovchinsky & Sergeeva, 2008
  3. Sididae Baird, 1850
3. Pared Gymnomera
  1. Haplopoda
  2. Onychopoda

## Galerija
- Diaphanosoma brachyurum, porodica Sididae
- Polyphemus pediculus, odrasla jedinka; potrodica Polyphemidae
- Leptodora kindtii, porodica Leptodoridae

## Vanjske poveznice
|  | Zajednički poslužitelj ima još gradiva o temi Cladocera |
|  | Wikivrste imaju podatke o taksonu Cladocera             |